# 开明街鼠疫灾难
1940年（民國二十九年）10月第二次世界大战期间，日本对中国浙江鄞县城关镇开明街一带发动生物战，造成开明街鼠疫灾难，即宁波细菌战。此次袭击是日本陆军731部队和1644部队的联合行动，731部队成员也将此次远征称为“杭州作战”，:89并且将其中对宁波、衢州、杭州的攻击又称为“宁波作战”。作战飞机由杭州笕桥机场出发，:89空投小麦、玉米、棉布碎片和装着鼠疫跳蚤的沙子。自1940年9月起，宁波、衢州等地受到多种形式的细菌袭击，直到10月末空袭宁波后，才出现鼠疫流行之报道。
鼠疫暴发后，鄞县当局在疫区周围筑起一道4.3米高的隔离墙，分类隔离病人和疑似感染者，最终将开明街一带焚毁以根除疾病。直到1960年代，这片被焚毁的区域仍被称为“鼠疫场”。根据日军731部队军医金子顺一的博士论文显示，1940年10月27日，731部队在浙江宁波上空利用空军飞机散播2公斤的鼠疫菌，导致一二次感染的死亡人数共计1554人。
1940年的宁波细菌战有着充分的档案记录，以及中国方面的充分调查。袭击利用重型轟炸機低空飞行投撒物品。使用的细菌传染性极强，立即引起受害者的恐慌和警觉，日军本以为在宁波这样一个人口密集的地区，病原体会在人与人之间迅速传播，但这些期望并没有实现。对于日军来说，宁波细菌战的结果使其认为鼠疫跳蚤是此后最重要也最为有效的细菌武器。:98

## 背景

### 细菌武器研发
1925年6月，日本签订《禁止在戰爭中使用窒息性、毒性或其他氣體和細菌作戰方法的議定書》，同意在战争中不使用生物武器和化学武器。随后，石井四郎前往欧洲和美国考察，归来后倡议建立设施研究生化武器，于1933年秋起开始在满洲国进行人体试验，作为可行性研究，随后于1936年在平房成立731部队，随后相继设立北京1855部队、南京1644部队、广州8604部队，以使用人体进行生物和化学武器试验。到1939年底，整体的人员规模达到10,045人，其中4,898人在东京和平房工作。1942年又在新加坡设立9420部队。

### 早期实战效果
日军曾欲在对华作战速战速决，然未能成功。在如此背景之下，日軍开始使用细菌武器。1939年夏，日军在诺门坎战役中对苏联和蒙古军队使用生化武器。6月13日，日军在绍兴沥海所一带空投大量白色粉末。6月15日，绍兴内河水上警察局对样本进行化学检验并未发现异常，随后通过细菌分类培养法培养，发现其中一个试管出现明显的浑浊，一个试管出现棉花状的漂浮物，用显微镜观察到破伤风、白喉等病菌。空投后几日内，绍兴晴朗的天气不适合病菌生长，因而并未造成疫情暴发。这是目前已知日军在浙江最早的细菌武器攻击记录。

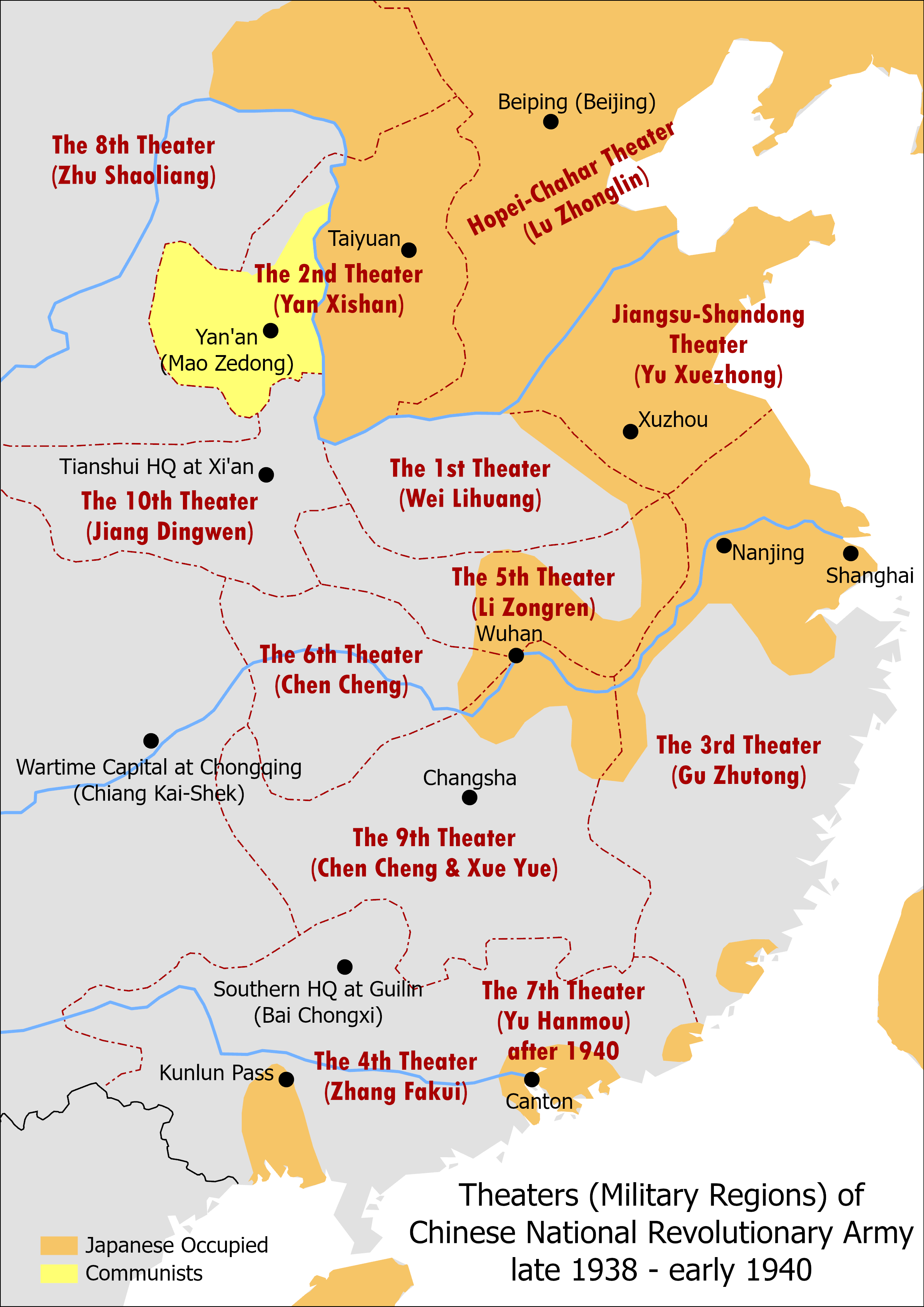
1940年中日战场态势

### 作战实施条件
1937年中國抗日战爭爆发以前，除在1910年左右上海曾暴发鼠疫外，浙江的宁波、金华、衢州等地及其周邊并没有鼠疫流行，鼠疫的潜伏期为2至8天。疫情暴发时，磺胺类药物、鏈黴素和和其他抗生素尚未问世，因此宁波市民不可能获得抗生素，而主要以血清治疗。如果不经过治疗，鼠疫的死亡率几乎达到100%，而当地并没有提前准备充分的血清供应。自从19世纪中叶起，宁波便是美国长老会差会传教以及实施医疗活动的重地，故而在戰爭期間，城中有美國醫師及教士。:xiv
1937年抗战爆发后，宁波成为中国获取国际援助物资的重要港口，每天的货物吞吐量超过万吨。:87-88當時的宁波有26万人口，街道众多、房屋密集、居民拥挤，卫生条件相对较差，人口流动性大，货物进出频繁，爲鼠疫通过人和货物传播扩散提供了條件。:87-88开明街是一条南北向城市主干道，为宁波老城主要商贸集中地。:196
自1937年8月16日，栎社机场首次遭到日军空袭以来，日军至少7次直接袭击宁波城区。1940年7月17日，日军首次进犯镇海口，但在22日被中国军队赶出，日军于同年9月5日和10日再次空袭宁波城区。

## 作战经过

### 决策

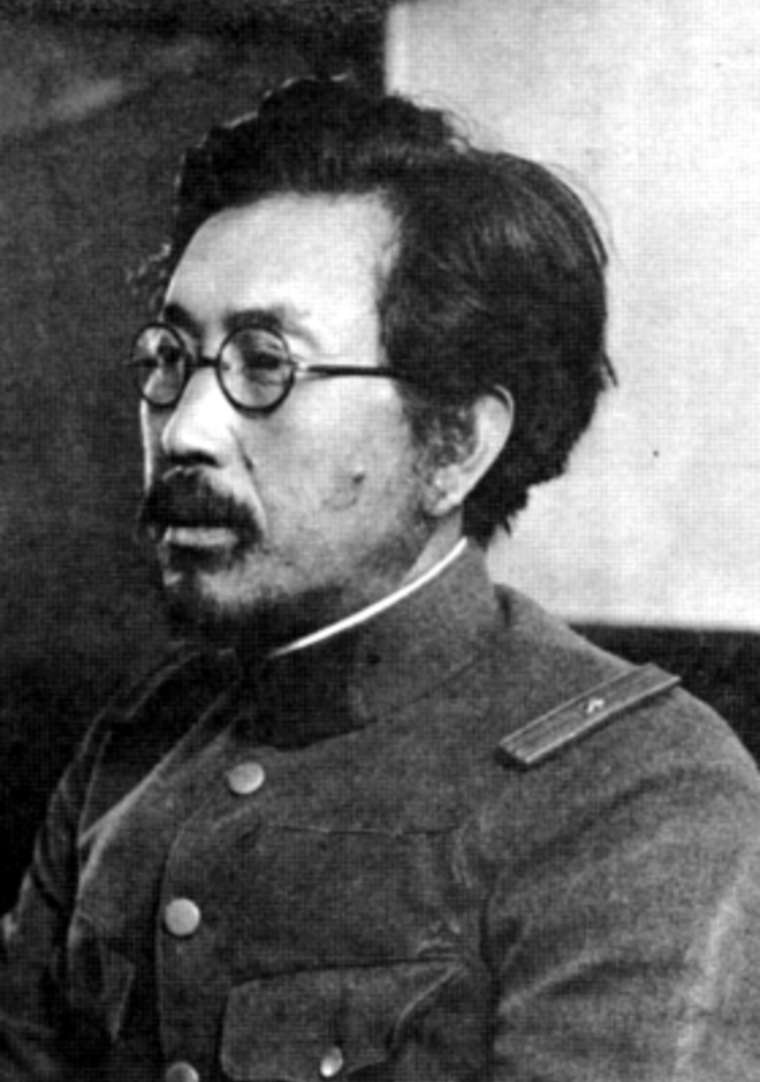
石井四郎

1940年6月，日本陆军本部正式讨论细菌武器的使用问题，并发布开始细菌作战的命令。6月5日，日本陆军参谋本部作战课的荒尾兴功、支那派遣军参谋井本熊男、南京1644部队长代理增田知貞共同开展关于细菌战实施的协商，最终决定以浙江省的主要城市为攻击目标，并采取用飞机散布菌液和空投感染鼠疫的跳蚤的方式作战。7月25日，日本关东军发布《关东军作战命令丙第659号》。8月6日，一列重兵押运的火车从731部队的平房出发，开往杭州。这列火车上装载着“空投炸弹700发、汽车20辆、70公斤伤寒菌、50公斤霍乱菌和5公斤鼠疫跳蚤”，而石井四郎则是这次行动的总负责人。
1940年9月10日，支那派遣军与负责细菌战、由731部队、1644部队抽调而来的奈良部队在杭州协商，选定攻击目标为宁波、衢州，以金华为候补，以配合日本海军自1940年7月起对寧波港的封锁。:87-88日军也将此次作战称为“杭州作战”。:89按照计划，飞机从杭州笕桥机场出发，投放石井四郎自己研制的石井式陶瓷细菌弹，以及棉絮、碎布等物品以保护跳蚤。布匹上布满感染霍乱和鼠疫的跳蚤，以感染老鼠，并最终会转移到人类宿主身上。:xii,128

### 实施
1940年10月4日，衢州发现日机撒播小麦、乌麦等物品。当天下午，衢县县长下令衢州居民集中烧毁空投物品。10月10日起，空投区域陆续发现病死者。衢州的空袭并未引起省政府的注意，后者反倒在关注并非由日军引起的丽水庆元的鼠疫疫情。日军吸取衢州作战的教训，使用流线型的箱子装跳蚤，投撒时用电动开关打开箱子。:8910月22日，日本军机飞抵宁波上空，撒播小麦等物品。
10月27日早上7点左右，宁波市区响起空袭警报声，日本军机在市区街道上飞行，扔下的不是炸弹，而是传单。据事件亲历者胡贤忠描述，传单上面画着日、德、意国旗和两手相握表示“中日亲善”的漫画，指重庆正在遭受饥荒之苦，人民生活艰难，而日本人民却衣食无忧，还有余粮用来帮助你们。下午2时许，日军的飞机再次出现，空投下大麦、小米、面粉，还有一团团的棉花球。在宁波的美国传教士阿奇博尔德·克劳奇（英語：Archibald Crouch）在日记里指出，飞抵宁波的日军飞机过往都是成群出现，此次却只有一架，非同寻常，并且观察到飞机后似乎释放一团云向下散去。本地居民并没有过鼠疫的经历，当天也并没有人提到过这是一起生物武器袭击。

## 疫情经过

### 早期响应

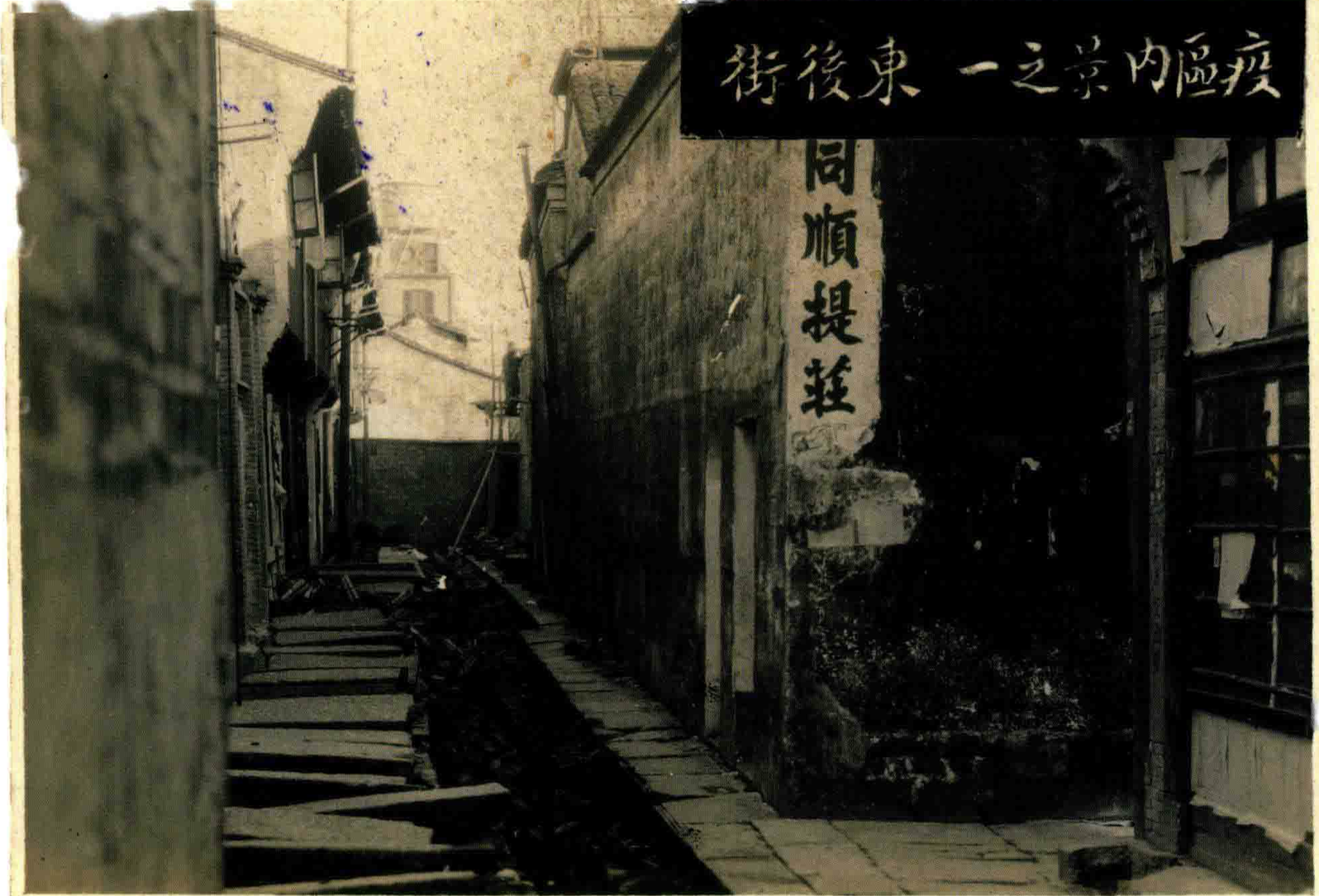
疫区东后街内景

1940年的宁波尚未通自来水，因此家家户户习惯在天井屋檐下安放一两只七石缸，储存饮用与煮食用的雨水。10月27日晚，宁波降下大雨，将房顶上的麦粒冲入水缸，被家禽啄食，导致家禽死亡。人们发现开明街、东后街一带跳蚤骤增，但并没有出现啮齿类动物死亡的报道。当天坊间风传日军空袭实际上是生物武器袭击。

10月30日，滋泉豆浆店的老板夫妇双双离世。随后，隔壁的王顺兴大饼店、胡元兴骨牌店，以及中山东路的元泰酒店、宝昌祥内衣店，还有东后街一带，相继有人死去。

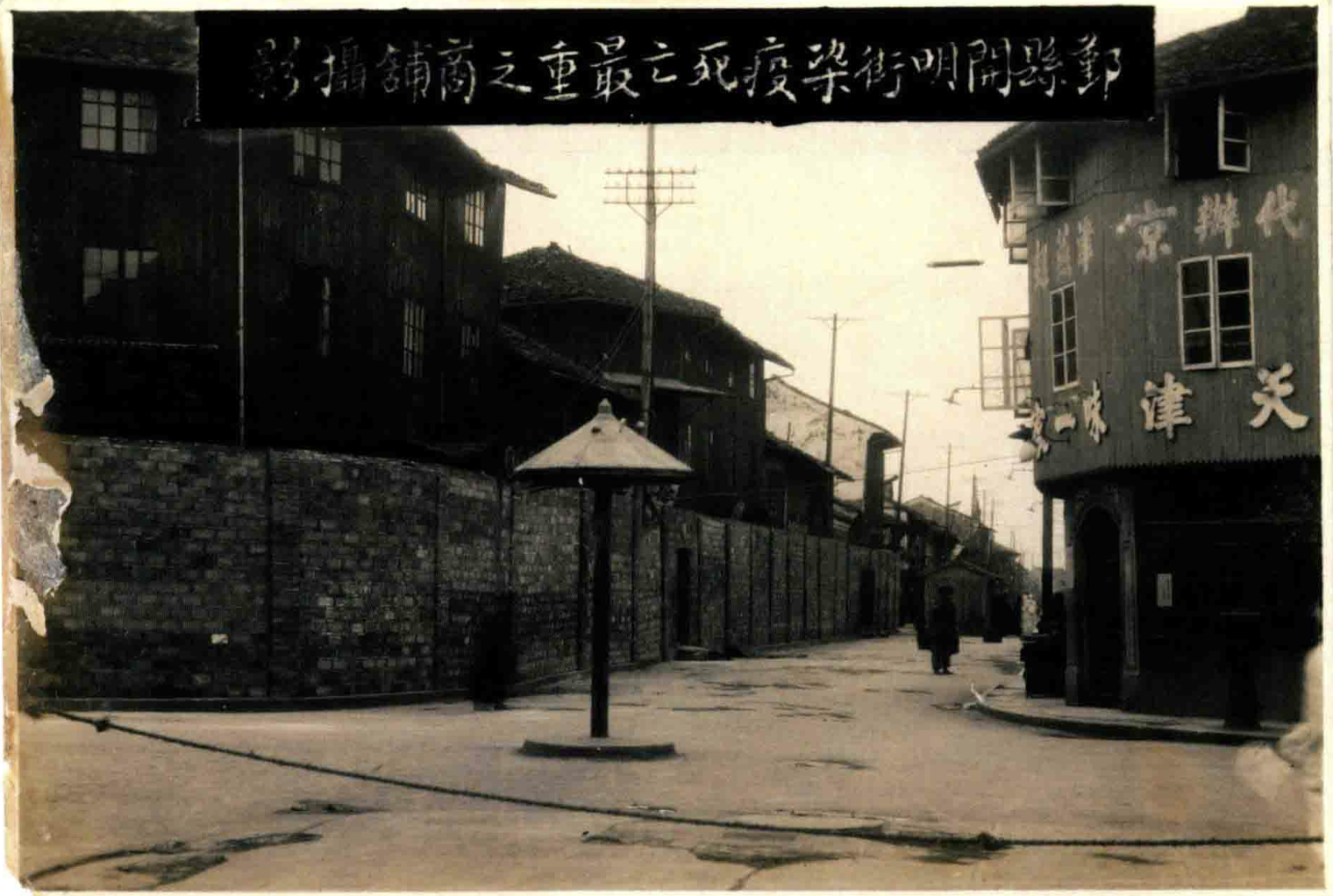
鄞县开明街染疫最严重之商铺

11月1日上午，开明街、东大路、东后街、太平巷中的近十户人家有死者出现，且越来越多人出现感冒发烧症状。人们去医院获取奎宁，但毫无效果。至当日末共9有人死亡。当日，鄞县县府请来医师，组成防治委员会，中心医院院长张方庆担任医务处处长，孙金鉐担任主治医师。孙金鉐医师根据患者症状进行了初步诊断，怀疑为鼠疫，并且认为大多数患者患有的是败血型鼠疫，少数是腺鼠疫，未发现肺鼠疫患者。华美医院院长丁立成表示尚不能确定是否为真正的鼠疫。
11月2日，据《时事公报》报道，鄞县城关镇开明街发现一种急性疾病的流行，蔓延情况严重。报道称，3天内已有超过10人死亡。染疫者出现的症状包括高热、头痛、眩晕、步态蹒跚，有时神志不清，淋巴腺肿胀疼痛，临死前还伴有腹泻等症状。最初发现时，有人误以为是横痃，也有人认为是恶性疟疾。11月2日晚，鄞县县府即对街区实行封锁隔离。
11月3日，已有16人死亡，次日又有7人死亡。最多的一天有20人因病死亡。数日间开明街上一度可闻可见出殡时的哀嚎与丧服。当日，丁立成医师注意到奎宁对患者毫无效果，且患者颈部淋巴结肿胀，便从患者王仁林身上作淋巴腺穿刺液涂片，后来又从12岁的患者俞元德身上抽取血液和淋巴腺穿刺液化验。样品由华美医院检验师许国芳检测出鼠疫杆菌，之后又经过多次检验，并且经过由浙江省卫生处吴昌丰对培养所得的细菌复核，最终确认是鼠疫。
11月4日，丁立成向《时事公报》发表关于此次疫情“实系鼠疫”的声明。

### 隔离防治

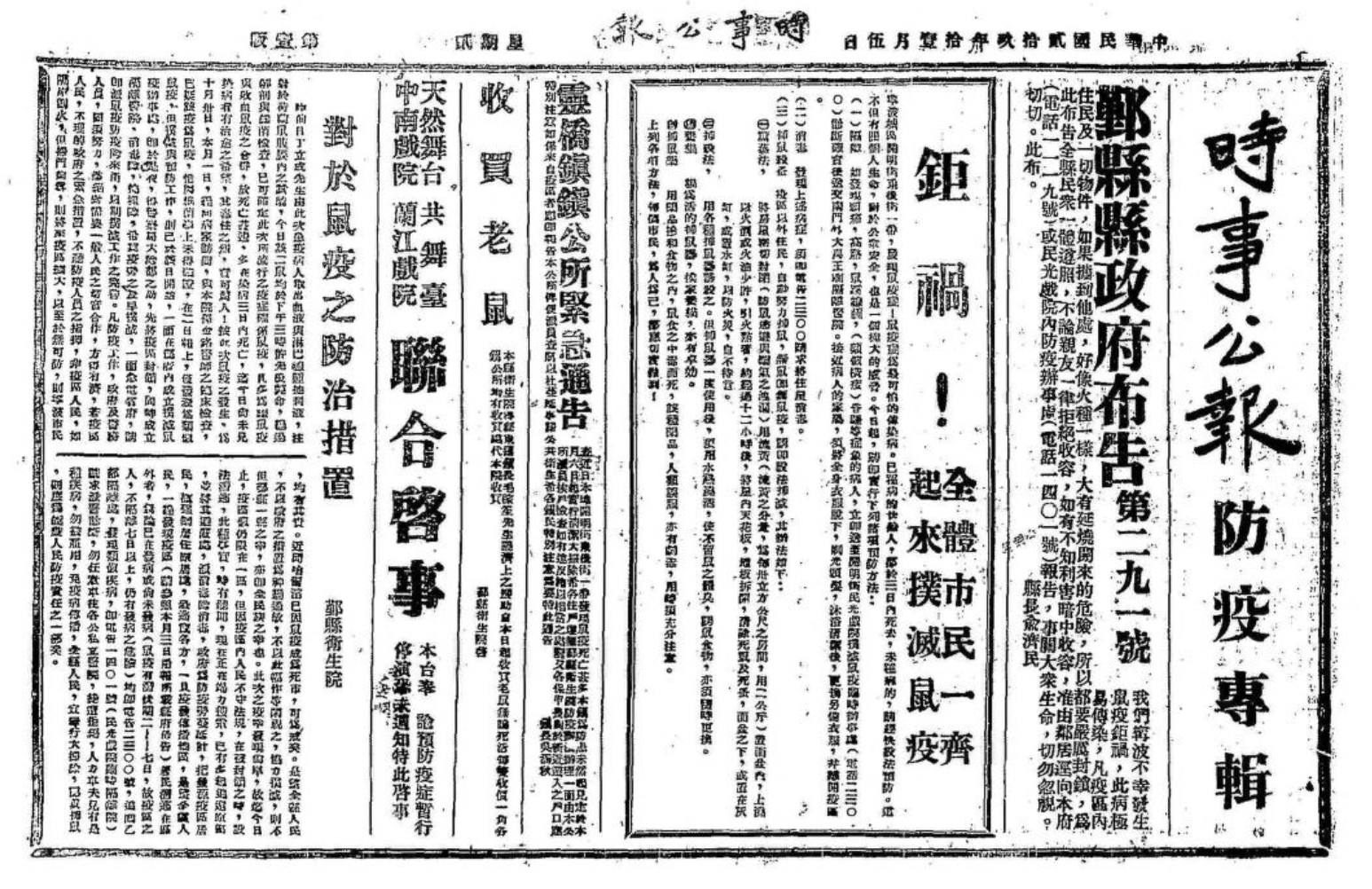
《时事公报》11月5日防疫专辑

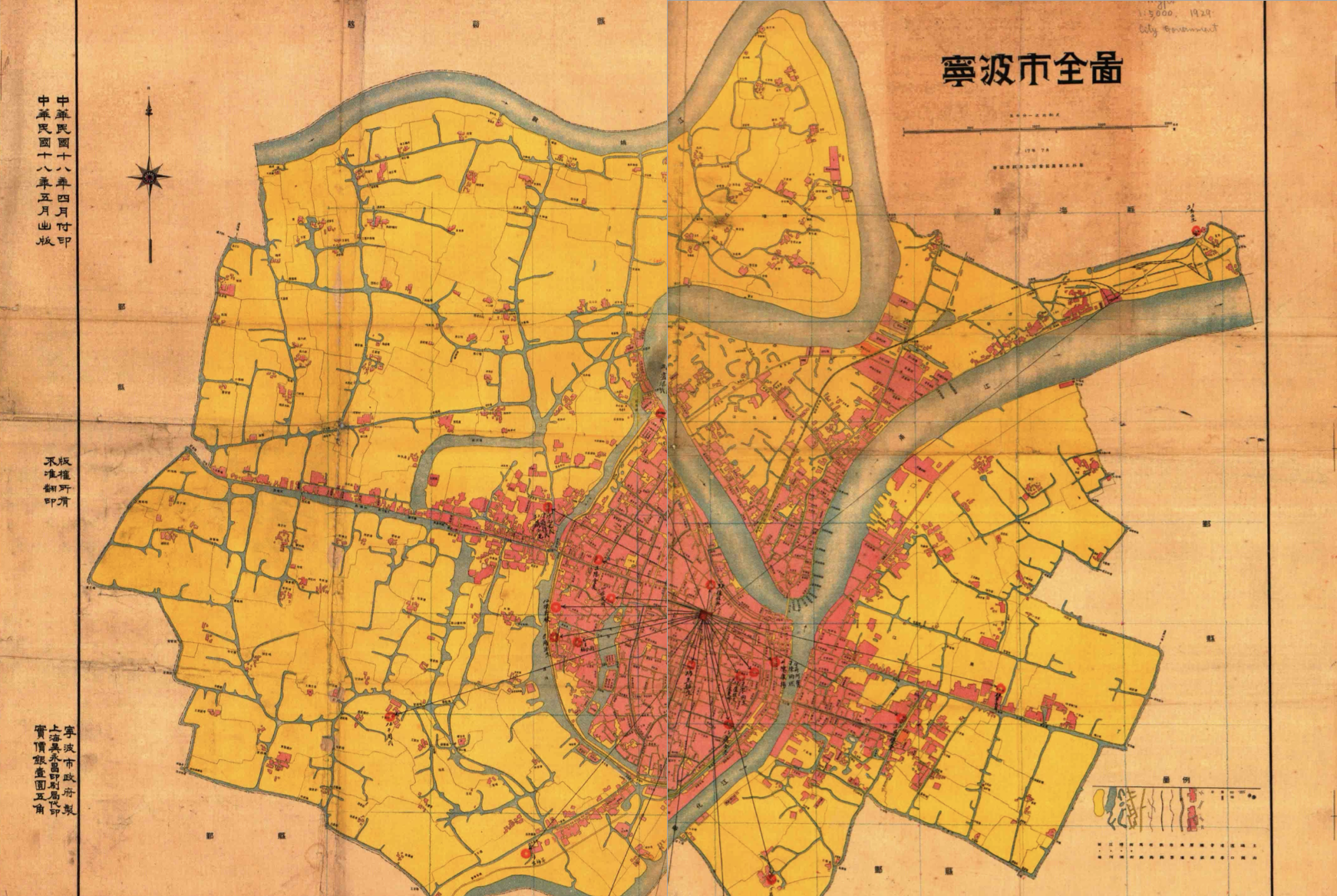
染疫者避居地图

11月4日起，疫区周围的5000多平方米被划定为隔离区。鉴于大禹王庙（今址南雅社区）距疫区过远，输送病员不便，于是在疫区内同顺提庄设立甲部隔离医院，收治症状明显的病人。在疫区旁开明街上的开明讲堂设立乙部隔离医院，收容患疫嫌疑者。
11月5日，本地报纸《时事公报》发布题为“巨祸，全体市民一起来扑灭鼠疫”的正式文告，同时刊发第一份防疫专辑，随后每天都继续登载防疫动态。

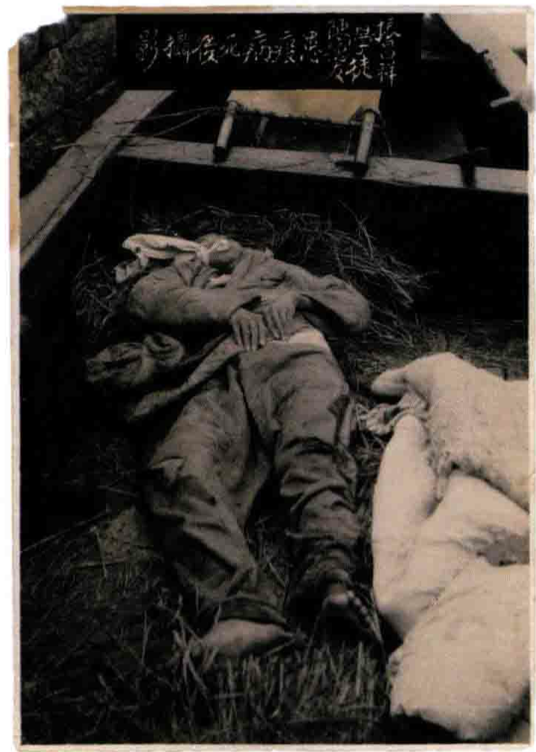
振昌祥学徒陈德友患疫病死于一渡船

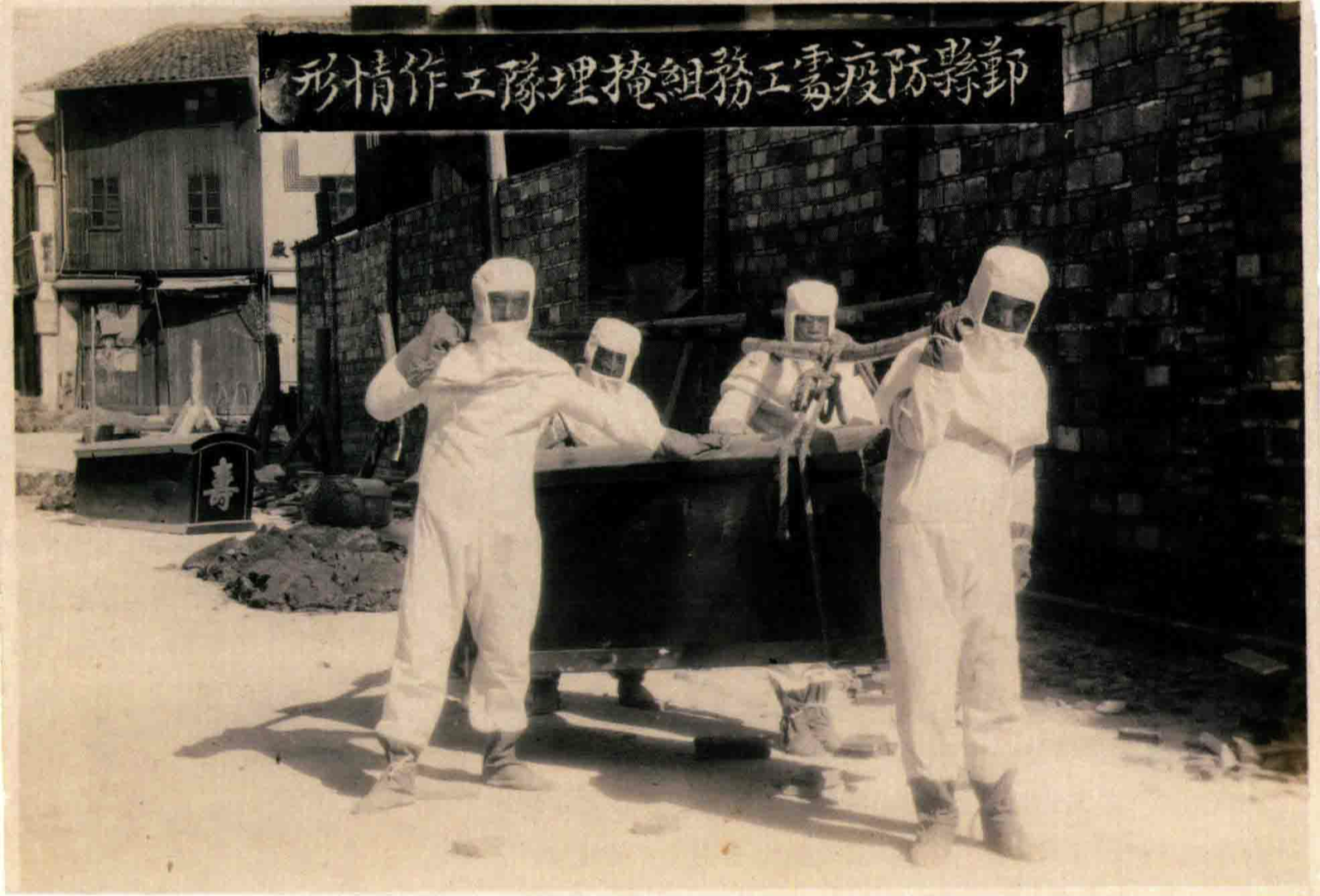
鄞县防疫处工务组掩埋队工作情形

鄞县县府秘书章鸿宾旋即临时掌握县府，于11月6日成立鄞县防疫处，同时组建外逃病人搜查队。:93镇公所也发布通告，拒绝收留疫区居民。学校、公共场所、旅馆、饭店纷纷停止运营。当日起，禁止各家自行掩埋尸体，所有病死者的尸体被要求送到西南郊区的老龙湾（今南站附近）深埋。

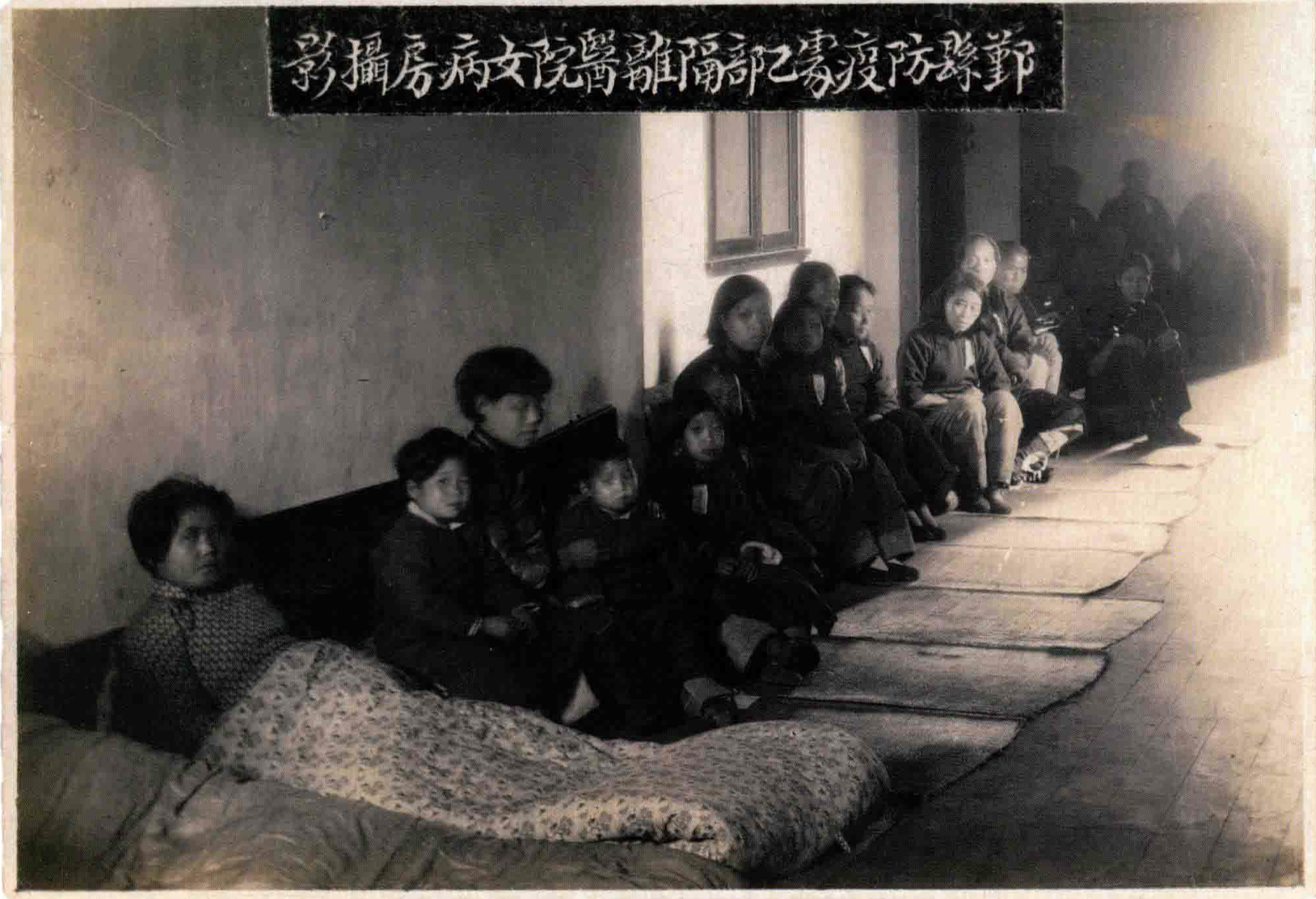
鄞县防疫处乙种隔离医院女病房

11月7日后，鄞县防疫处设立甲、乙、丙三部，分别收治确诊鼠疫患者、疫区内无症状待观察居民、疫区内外疑似患者。从鄞县疫区的全图来看，甲和丙两部隔离医院分别设于疫区内的同顺提庄和开明庵，而乙部隔离医院则设于永耀电力公司营业所大楼（今永耀大酒店）内。
针对疫区内的物资处理问题，鄞县防疫处设立财产登记处，对所有疫区内的房屋和物品进行登记。对于贵重物品或可移动物品（诸如衣服、杂物及家具），必须消毒后才能移出疫区。因此防疫处还在疫区西南角的开明巷空地上建造两座大灶用于沸煮消毒。消毒人员穿戴防护衣和帽子，根据登记册的户口信息，由担架队逐户搬出物品并消毒，由家属负责领取。

11月8日，鄞县县府举行第二次防疫会议，要求疫区居民和其他相关人员必须接受鼠疫菌苗的预防注射。为此，县府专门成立一个预防注射队，覆盖范围以开明街疫区为中心，东至碶闸街，南至大梁街，西至南北大路，北至仓水街的城区中心，所有居民都需要接种，后来县域内各中小学学生亦被要求接种。11月10日，浙江省卫生处处长陈万里率领国民政府卫生署第17防疫队，带着疫苗抵达宁波。最终共有23343人次接受注射。

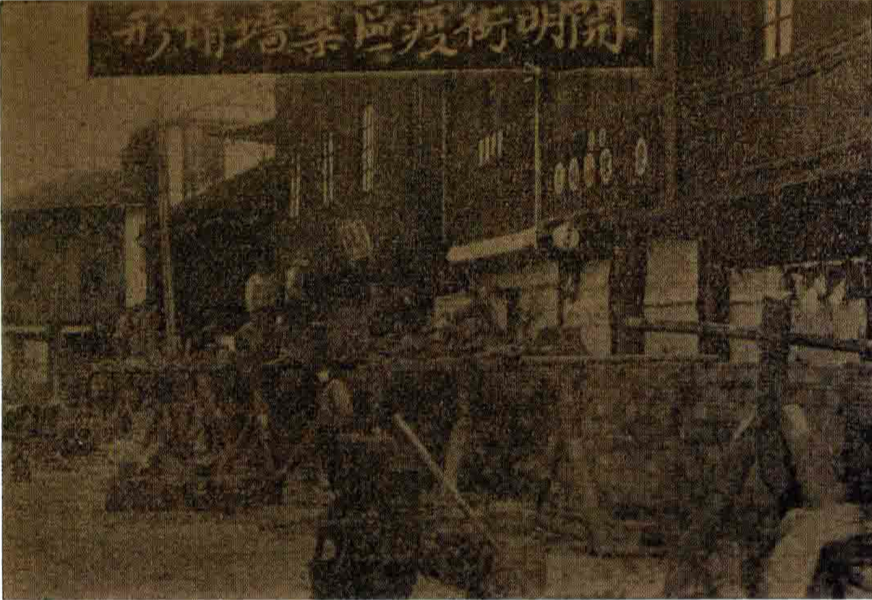
开明街疫区筑墙情形

11月8日起，疫区外围建起一丈（3.3米）高以上的空斗墙，表面抹上泥浆，并在墙顶覆盖弧形白铁皮。墙外还挖掘3尺（1米）宽、4尺（1.3米）深的隔离沟，以防止疫情扩散，确保鼠疫跳蚤无法外逃。为防止疫情扩散，消毒队采取一系列措施：他们主要负责用白纸封闭沿街壁缝，并沿途使用石灰水洒扫。店铺和房屋被封闭，经过12小时的硫黄熏蒸消毒。他们还撬开天花板和地板，将石灰水浇注其中，以彻底清除死鼠的尸体。此外，疫区内的狗、猫等家畜全部被扑杀。
11月14日，外逃病人搜查队追回14名患者。:93后又陆续追回疫区外逃的共38名居民，然而在逃出疫区后死亡的人数竟达到32人之多。11月15日起，负责封锁和隔离的人公开表明对自身安危之担忧。10月23日起，开始有民众投诉抗议隔离措施，并且本地媒体开始质疑疫情的真实性，这些质疑和提出异议者遭到官方驳斥与谴责。但少有质疑隔离措施本身者，表明社区理解所对应的风险，并且支持此类行为。

### 焚毁街区

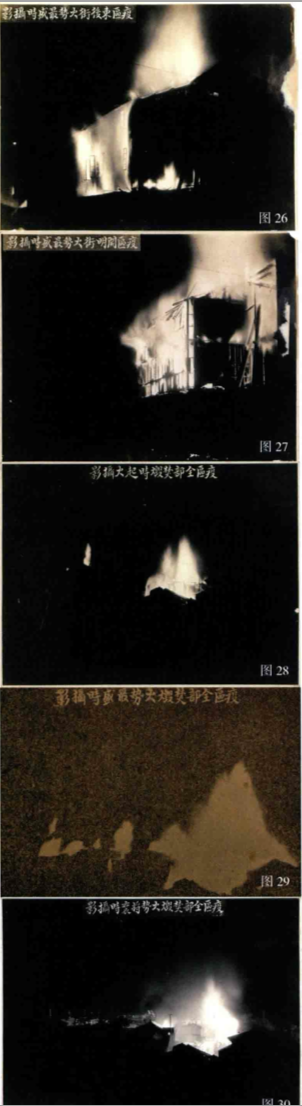
开明街烧毁之过程

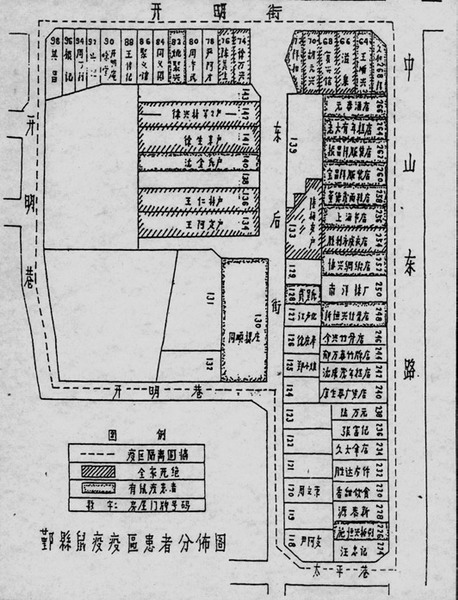
鼠疫罹难者分布

疫区内约有200多间房屋，大多是砖木结构。沿东大路和开明街一带的街面房屋通常有三层楼或假三层楼。后街以内的房屋大多是二层楼或平屋。为彻底消灭疫源，专家经过研究认为，疫区相对集中，并且位于闹市区。疫区房屋地下，曾经是一条小河。这条小河在在东大路扩建时由业主购买并部分填实，但有些地方仍然是河道，并在其中堆积有污物，很难用其他方法进行彻底消毒。
11月28日的鄞县第十九次防疫会议上，由于疫区的房屋简陋，且地处低洼地，是老鼠和跳蚤繁殖的最佳场所，县府决定焚毁疫区。焚毁工作于11月30日晚上7点开始，由省卫生处和宁波本地人士负责。在焚毁之前，临近街道都断绝交通，周围的房屋也由消防队保护。只有贵重且可以消毒的东西可以取出，除此以外疫区内的其他物品一律被焚毁。省卫生处处长陈万里察勘后表示同意。
1940年11月30日，鄞县县府开始对疫区的所有房屋实施焚毁计划。鄞县县府在疫区内选定几个点作为燃火点，摆放好稻草，浇上火油，并规定放火人员的进出路线。外围设有严密的军警戒备，全市消防队也出动，负责保护疫区以外的房屋安全。下午六七点，疫区内的11处同时点火，持续达4个小时。整个疫区内的所有住宅、商店和工场都被大火吞噬。总计115户家庭、137间房屋，以及5000平方米的建筑物皆被焚毁。火势蔓延到东大路时，大火熏黑了对面街屋的外墙并不时有火星冒出，消防队遂用喷水龙头对准这排街屋喷水以保护对面街屋。另外北太平巷道路狭窄，另侧房屋亦有被火势波及之虞，消防队在此处也设有喷水龙头专门保护。
具体被焚烧的范围包括中山东路224号至268号，开明街64号至98号，东后街143号至138号、136号、134号、132号至120号、118号，开明街庵内二楼住房8间、前后小披5间、高平屋3间，太平巷三楼市房28间，二楼市房3间。
12月1日，宁波发现最后一例鼠疫病例，此后再无新的病例发生。:901941年日军进驻宁波后，又将围墙拆除。1945年后，逐渐有人在其上搭盖街屋。直到1960年代，这片被焚毁的区域仍被称为“鼠疫场”。

## 调查

### 国民政府

#### 本地疫源说的提出
1940年10至11月，浙江省卫生处的陈万里和从事浙江鼠疫防治工作的刘经邦等人，并不认为当时鄞县鼠疫是由于“敌机散毒”所导致的。11月5日，《时事公报》刊登一篇名为《推究病源》的文章，否定“敌机散毒”猜想，并提出“本地疫源”说。文章指出，此次在本地开明街东后街一带发生的类似鼠疫事件，通过事实推论，可能存在以下因素：东后街一带曾有城濠一道，填塞河道时多以垃圾堆填。在原先河道的垃圾堆中，不可避免地会有死鼠夹杂其中。由于死鼠长时间腐烂，或者垃圾中产生有害的病菌，一旦侵入人体，就会引发类似鼠疫的发生。

#### 敌机散毒说的提出
一般认为，鼠疫在人类中暴发前，会首先在本地的老鼠中传播，但此次袭击中这种现象并没有发生。1940年11月27日，陈万里在视察衢县鼠疫防治时途经金华，亲眼目睹一架敌机散布白色物品，伴随着一缕白雾。他立即要求县长搜集备检，并将情况电呈上级。1940年11月28日，日军空袭金华，抛洒鱼子状颗粒物，被证实含有鼠疫杆菌。12月5日，浙江省政府主席黃紹竑电告各县县长，要求若发现疫情應立即電報省政府并成立防疫委员会，及时封锁疫情、隔离病人。同时，他还致电蒋介石汇报情况：
急。重庆行政院长蒋、委员长蒋。密。上月二十八日敌机空袭金华，二架散布白烟，并有鱼子状颗粒落下，经人民搜集送检，由本省卫生处陈万里、军政部第二防疫大队刘经邦、本省卫生处防疫专员柯主光、本省卫生处第二科长郑介安、本省卫生试验所技正吴昌丰五员，在严密检验下，鉴定其形，业经辨明系鼠疫霍菌。除继续由该员等施行其他生物学试验，谨电呈报。永浙江省政府主席黄绍竑叩。歌生。印。
1940年11月29日，《时事公报》報導，11月28日，日机袭击金华，除投放毒气外，还釋放革兰氏阴性杆菌，企图攻击无辜民众。到12月3日，《时事公报》再次提出宁波鼠疫的源头是“敌机散毒”，但并没有做出断言，只是表示“敌人居心险恶，放毒事属可能”。然而对于宁波疫情是否来源于“敌机散播”，宁波卫生官员仍然无法达成一致。
12月10日，陈万里向国民政府报告称：“缘自发病前一星期，敌机曾在疫区上空掷下小麦2升左右，是否与疫病有关，未能断定。”到12月中旬，陈万里、刘经邦和柯主光确认衢县、金华两地的鼠疫是由“敌机散毒”引起的结果，浙江省政府主席黃紹竑在向国民政府的报告中指出，宁波鼠疫和日军机撒播疑似有极大关联，并且有日军机在金华散播鼠疫杆菌的证据，可以证明日军在發動细菌战。当月，浙江省出台《浙江省敌机空掷物品紧急处置办法》。
然而当浙江省卫生厅防疫处长陈万里等人向国民政府卫生署报告“敌机散毒”说后，包括伯力士（Robert Pollitzer）在内的国民政府卫生署专家，并不认可这样的说法。伯力士认为，仅凭显微镜检查并不足以确信，鼠疫杆菌只能在某些条件下生存，而且肺鼠疫主要通过病人的咳嗽传播，敌机散播带有鼠疫杆菌的颗粒是否有效仍存疑。卫生署对此表示认同，并决定派遣专家前往浙江调查疫情。

#### 卫生署调查

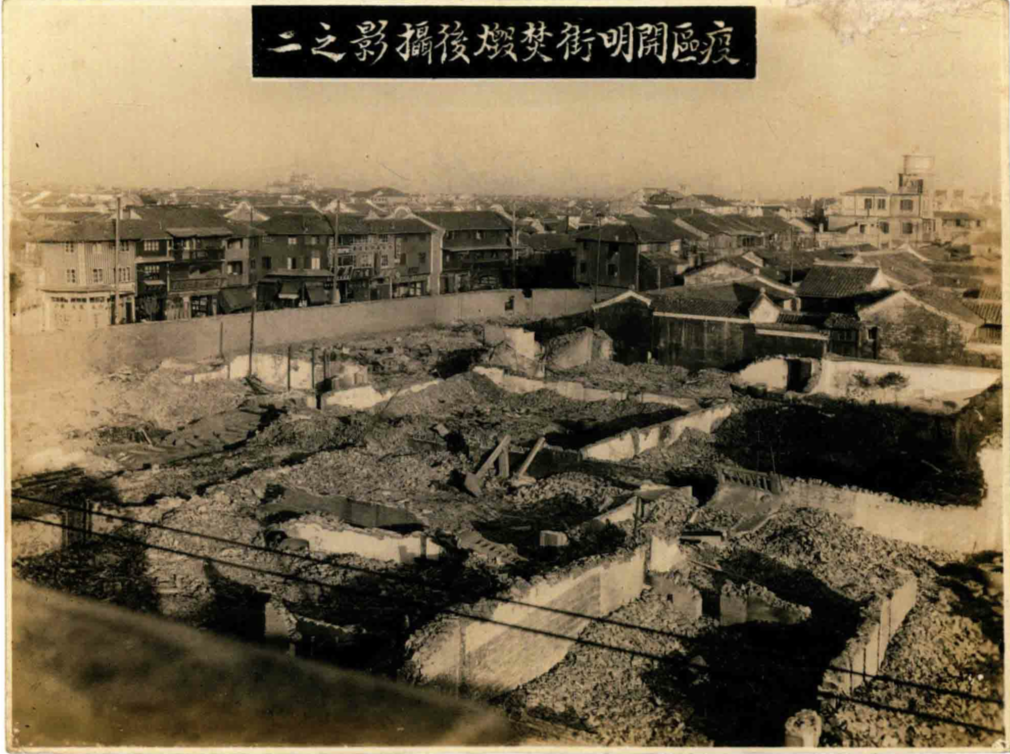
为控制疫情，开明街疫区遭到大火焚毁

1940年12月，国民政府卫生署在重庆召开全国卫生技术会议，商讨宁波鼠疫疫情。参与会议的微生物学家陈文贵指出，日军在中国发动了细菌战，被会议主持人指责为神经过敏。国民政府收到控告指疫情并非鼠疫，焚烧房屋也并无必要。
容启荣等人于1940年12月下旬出发，前往浙江展开调查。伯力士在到达宁波之前在省卫生所已经确认血片的情况，并核实病情和发病经过等情况。调查提出两种可能，一种是疫情来自外地传播，因为浙南庆元曾经发生过鼠疫，另一种则是日本飞机投放携带跳蚤等物质的麦子和谷物传播的。但从庆元到宁波的交通非常不便，沿途地区都没有发生疫情。日本飞机撒下麦子和谷物最多的地方，也是死亡人数最多的地方。此外，疫区内发现奇怪的跳蚤，体型稍小，呈红色，与本地跳蚤迥然不同。
1941年1月16日，容启荣等人在陈万里、刘经邦、吴昌丰、卫生署17队队长叶树棠和鄞县卫生院院长张方庆的陪同下，于17日下午抵达鄞县，18日实地调查华美医院、鄞县中心医院以及已经焚毁的开明街东大路疫区，并听取报告。18日下午接受鄞县县长俞济民的邀请，与陈、刘、张院长以及华美医院院长丁立成等人在县府会谈，俞县长等人报告该县防治鼠疫的经过，并提到1940年10月27日敌机袭击鄞县时在该区散布小麦等物的情况。俞县长等人怀疑与疫情有关，因为在10月29日发现鼠疫后，查阅疫区，发现已经有数处小麦发芽。 
1月19日，容启荣等人在安平旅馆邀请各负责人谈话，20日离开鄞县，24日则前往上饶向顾祝同汇报调查经过和结果，并提出三条调查结论。其中第三条结论认为，鄞、衢两地的鼠疫是否与敌机散布麦蚤等异物有关，因为当时检查程序不完备，无法确证其带有鼠疫杆菌，而且两地鼠疫病例的传染情况记录不详，也没有大量死鼠的发现，因此无法确定与敌机之间的关系，怀疑不足。这表明容启荣等人的调查结果基本与伯力士的判断一致，即鄞县的鼠疫是由敌机散毒引发的因果关系存在怀疑。
1941年3月5日，浙江省卫生处处长陈万里致电鄞县俞济民县长，要求将事后小麦生长照片呈缴，以凭汇转中央核备，又称“该县上年鼠疫病例详细记录暨病人发病时有关调查，中央来文催送。除制发表式迳电请县卫生院遵照填报以凭汇转外，仰即督促办理为要”。此外还致电鄞县卫生院张院长要求“该县上年鼠疫病例详细记录，仰全数抄送，并随电检发鼠疫病人调查表式一份，并仰分别填报，统限文到十日内，电缴以凭，汇转中央，至所有病人之隔离情形及整个时期之检疫工作，亦应详报为要”。

#### 后续调查与怀疑
1941年11月4日，日军以同样手法袭击常德，导致2810人感染鼠疫。袭击发生后，陈文贵立即率队前往调查，亲自主刀对尸体解剖，将患者淋巴结穿刺血液注射入豚鼠体内，豚鼠五日后死亡。通过观察患者样本切片，以及病理学分析，断定病人死于鼠疫杆菌所引起的败血性感染。陈文贵用掌握到的证据，写出《湖南常德鼠疫调查报告书》确认日本细菌战，但国民政府认为事关国际信誉不得谎报疫情篡改报告。这份报告直至1950年才从档案中重见天日。

### 日本军方

#### 间接调查
日本军方通过监控本地媒体报道和派遣军机定期飞越来监控疫情。由于空袭成功造成鼠疫流行，石井四郎欣喜，并且总结出，成功的袭击不应该从高空散布细菌，且应当将跳蚤和病菌一同释放。石井四郎还特地将宁波鼠疫战拍摄成纪实电影以宣传战果。:97-981940年11月25日，日军参谋总部发布指示，要求终止该项试验，各参与人员返回原单位并注意保密。:991940年底，天皇下令扩建731部队，将整个部队的人员数扩充至3000人，新成立海拉尔支队、孙吴支队、海林支队、林口支队，从1940年起每年拨付给731部队1000万日元的经费。731部队长石井四郎也于1941年3月1日晋升为少将。:100

#### 实地调查

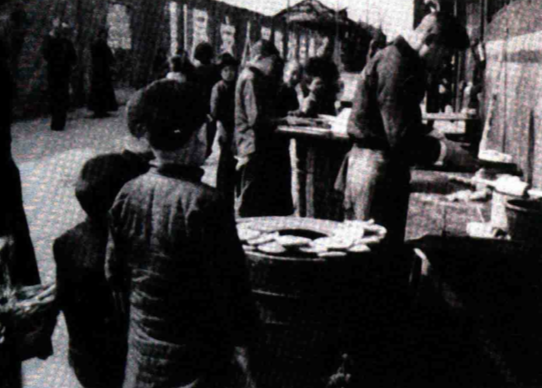
鼠疫场围墙，拍摄于1941年日军攻占宁波后

1941年4月，日军占领宁波后，立即展开对宁波鼠疫攻击效果的调查。根据1941年4月15日的《井本日志》记载，关东军从731部队抽调5名研究人员到南京与1644部队联合去调查宁波鼠疫攻击效果。5月初，11个日本高级将官到疫区附近找当时负责防疫工作的金体熔，详细询问宁波鼠疫发生经过，包括何时、何地、最初发生于哪一家、是否有飞机散发小麦、是否有民众指责日军等等，持续约两个小时，并将询问内容详细记录下来。:91-92

#### 金子顺一论文
2011年10月15日，东京“解明731细菌战部队实态”市民组织代表、日本庆应大学名誉教授松村高夫和中国细菌战遗属王选等5人在东京主持召开记者会。他们敦促日本政府公开细菌战资料，勇于面对历史真相。该组织在京都国立国会图书馆关西馆内发现二战期间日本陆军军医学校防疫研究所的军事机密报告书的第一部分《PX效果略算法》（日语：PXノ效果略算法）。这份报告书直接记录日军在中国实施的细菌战行为，因此使得日本政府声称没有731部队实施细菌战的证据的立场受到挑战。
报告书封面印有“军事机密”字样，内含陆军军医学校防疫研究所一名资深军医的姓名和他1943年12月14日记录的内容。:封面PX是一种细菌战武器（有后续研究认为PX致病源为感染了鼠疫杆菌的跳蚤），报告旨在试算战场上使用该类型细菌弹扩散的效果:第一绪言。报告同時列明1940年至1942年在吉林农安、黑龙江大齐、浙江衢县、宁波、湖南常德、江西广信、广丰、玉山各地实施6次PX的使用量以及受感染者的表格。:第一表-既有作戰效果概見表报告指出，以上地點超过近2.6万人受到一次或二次感染:第一表-既有作戰效果概見表。
依照該部分论文内所示内容，1940年10月27日，731部队在浙江宁波上空利用空军飞机散播2公斤的PX，导致一二次感染的死亡人数共计1554人。:第一表-既有作戰效果概見表根据论文图表显示的数据，宁波鼠疫于10月30日开始流行，31日有3例患者，11月1日增至9例，6日达到13例的高峰，8日为10例，9日为8例，12日为7例，此后逐渐下降，直至12月7日最后1例，共持续39天，总计112例患者。:第一圖-寧波市内鼠疫發生狀況从疫区外逃出的患者又创造“第二次感染”的条件。根据日军在宁波的走访研究，发现有1450人在第二轮感染中死亡。:93-94

### 宁波大学细菌战调查会
2003年10月，宁波大学大三学生张华星发起并成立“宁波大学细菌战调查会”，并担任会长。自2004年起，该社团历经十多年，调查会成员利用假期走访宁波多个村镇，调查宁波重核鼠疫感染人数，沿着浙赣铁路寻访烂脚老人。鼠疫是一种烈性传染病，发病后患者很快就会死去，幸存的可能性很小。因此，后来他们更多关注的是“烂脚病”——一种由炭疽杆菌引起的皮肤溃疡综合征。患者的腿上溃烂的伤口会一直持续，并散发出恶臭。这些患者大多生活困难，饱受疼痛的折磨，但许多老人认为调查会成员的到来本身就是一件令他们开心的事，不愿意接受他们的捐赠。
2011年10月公布的《PX效果略算法》一文指出，731部队在宁波播撒2公斤感染鼠疫菌的跳蚤，二次感染死亡者1450人。为证实二次感染人数，田昉带领宁波大学细菌战调查会成员展开新的一轮调查。2012年2月，田昉和10名学生前往慈城、鄞江、姜山、方桥等地，历时8天挨家挨户地寻找鼠疫暴发时已经记事、如今年事已高的老人。但因为鼠疫死亡率高，幸存概率低，调查难以取得进展。

## 审判

### 伯力审判
1949年12月25日，苏联在伯力展开对日军细菌战战俘的审判。日本战俘们在審判中坦言1940年在宁波细菌战的事实。柄泽十三夫供称，在宁波的试验是首次实战试验，并且因为在敌军领土内进行的，所以实验结果未能确切查明。但日军还是根据宁波报纸记载的信息以及实验室试验数据得出结论。
1949年12月29日，苏联医学科学院院士茹可夫-韋列日尼科夫等6位医学生物学家组成的法庭医学检验委员会，在研究军事法庭审讯山田乙三、梶塚隆二、高桥隆笃、川岛清、佐藤俊二、柄泽十三夫、西俊英、尾上正男、平樱全作等日军战俘准备和使用细菌武器被控犯刑事罪一案的所有材料后指出，日本关东军第731部队、第100部隊及日本驻华远征军“荣”字第1644部队所进行的实验与生产工作是为探究细菌武器制造和使用方法。法庭医学检验委员会确认，1940年间，由石井四郎亲自率领731部队内一个装备有大量伤寒菌、霍乱菌及大量鼠疫跳蚤的战斗远征队到宁波一带去，使用飞机散布染有鼠疫的跳蚤，导致宁波一带发生鼠疫流行症。
根据伯力审判中的证词，日军的细菌战采用两种基本方式：飞机投掷和地面散布。其中，731部队长北野政次少将指，最有效的方法是从飞机上散布以及在地面上直接施放细菌，必要时可以到地面投毒。从飞机上散布时，细菌被装在一种特制炸弹内，或者由飞机上的一种特殊装置散布下来。而在地面上直接施放时，则是通过传染蓄水池、牧场和牲畜来实现的。石井四郎曾指出，将细菌直接装在炮弹内投撒的方法是很少有成效的，因为空气阻力大，温度过高，赤痢菌、伤寒菌、副伤寒菌、霍乱菌和鼠疫菌等细菌会死亡，所以应当将其与跳蚤等媒介物一起投掷。
伯力审判的消息传到中国后，《浙江日报》于1950年2月7日刊登新闻，称浙江省人民政府卫生厅职员王毓榛、郑介安、俞汉杰、金秋等四人“为拥护苏联对日本细菌战犯的审判”而提出书面报告，指出当日机连续在浙江各地散布鼠疫细菌时，当时的浙江卫生部门不但不加以处置，反而为日军掩饰，因此而谴责当时的浙江卫生部门。

### 日本法院
战后，731部队的活动一直保密，并未出现在东京审判中。直到1981年《恶魔的饱食》出版后才首度在大众中披露。在20世纪上半叶，针对日本政府和与日本侵略行为，各相关方曾经提起过数十起战时赔偿诉讼，几乎所有诉讼都被日本法院驳回。日本政府从未正式承认日军实施过细菌战。
1996年，一批日本反战人士来到华调查细菌战受害情况，表示愿意帮助受害者起诉日方罪行。1997年和1999年，两批来自浙江衢州、宁波、江山、义乌和湖南常德的共计180名原告对日本提起诉讼，要求日本政府承认在华细菌战的罪行，并向受害者道歉赔偿。在为期五年的审判中，731部队的老兵承认参与活体解剖、培养炭疽、伤寒、霍乱等病毒，并向村庄投放鼠疫感染的跳蚤。来自中国的原告飞到日本作证，讲述日本飞机低空飞过并投下被感染的小麦、稻米或棉花后，村庄中疾病神秘传播的情况。退伍军人的一系列供认后，日本政府终于承认该单位的存在，但它仍然拒绝透露其具体活动。东京地方法院的辩论中，中方证人指出，与以往的疫情不同，1940年的鼠疫发生在冬天而不是夏天，并且由一种非本地区原生的跳蚤携带，杀死人类而没有杀死老鼠。
2002年，东京地方法院在28场听证会和大量证据的基础上写成书面总结，首次确认日军发动了细菌战。但许多原告对其赔偿请求被拒绝感到愤怒，并要求上诉。2005年，东京高等法院支持东京地方法院2002年作出的裁决，但驳回对日本政府第二次世界大战前和期间在中国发动生物战的道歉请求。日本最高法院随后驳回上诉请求，指出国际法禁止外国公民直接向日本政府寻求赔偿。根据《海牙陆战公约》第三条，不承认受害者个人根据国际法向国家提出损害赔偿要求的权利，也不存在使得受害者能够申索赔偿的其他国际法。根据日本国内法，国家并不需要由于国家行为引起的对个人的伤害造成的损失承担责任。

## 纪念

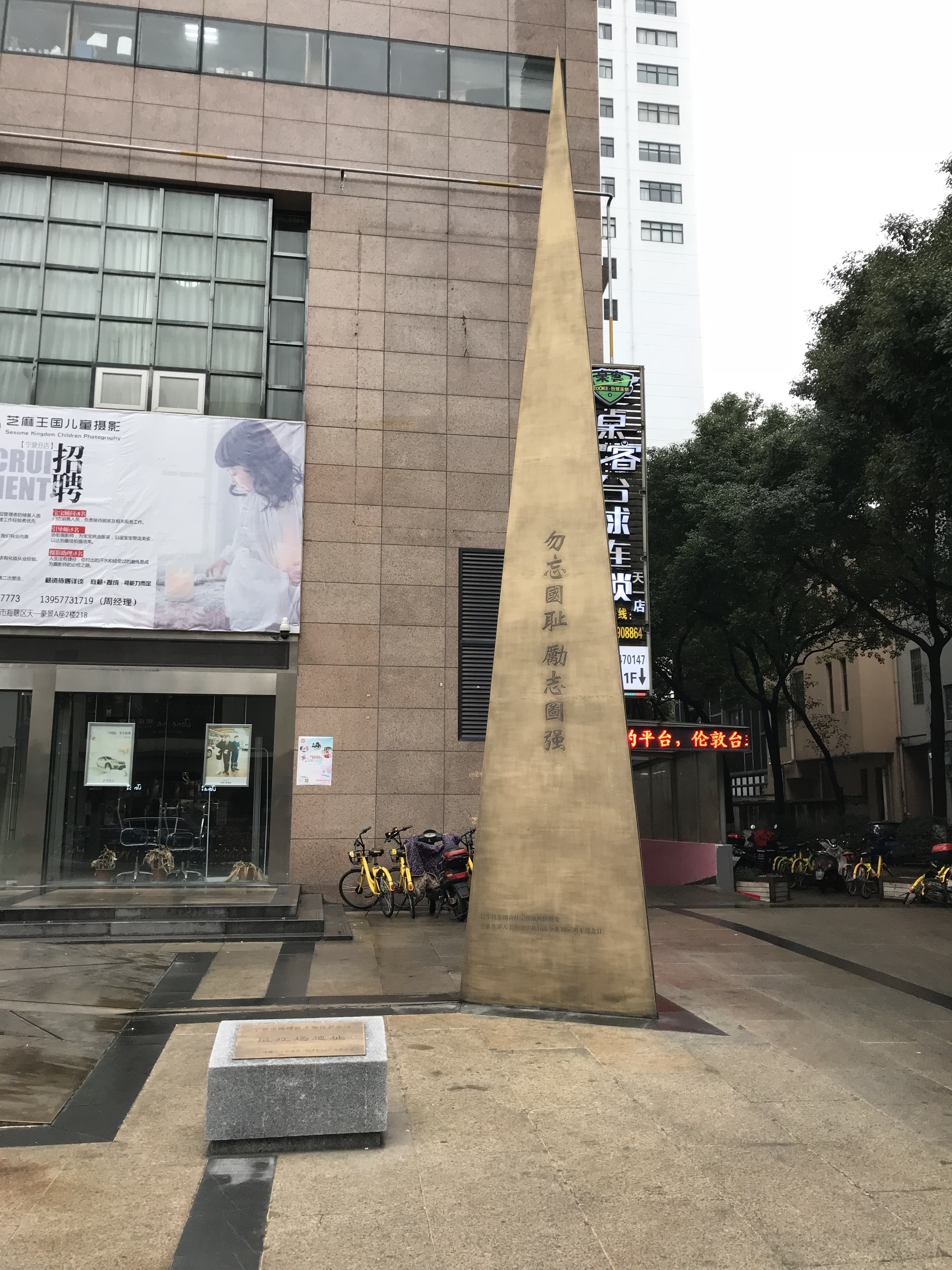
宁波鼠疫场纪念碑

1995年9月3日，宁波市人民政府在开明街人行道上竖立一座纪念碑，上面刻着“侵华日军细菌战宁波鼠疫区遗址”，中间刻有“毋忘国耻，励志图强”八个大字，落款为“宁波市各界人士立于抗日战争胜利50周年纪念日”。2005年，纪念碑被迁移到天一豪景西侧的细菌疫区原址。新建的纪念碑正面刻有“勿忘国耻，励志图强”八个大字，两侧刻有细菌战史料和遇难者名单。
2009年，海曙区委宣传部、区文广新局、区文物管理所和宁波市新四军历史研究会一同建立宁波开明街鼠疫灾难陈列馆，地址位于天一商圈党群服务中心二楼。陈列馆入口右侧的曲面墙上记录着所有遇难者的名单。大厅中间的沙盘中有当年开明街疫区的建筑模型，是根据遇难者家属胡鼎阳提供的《疫区总平面图》还原而来。

## 流行文化
- 2021年，反映浙东抗日根据地历史的电视剧《虎胆巍城》首次以电视剧的形式再现宁波细菌战，并亮相第27届上海电视节。[40]该片由博地影业、博臻影视、北京领航星际影视传媒等联合出品，于2022年在中国中央电视台首播。[41]

## 拓展阅读
- . 北京: 中国中央电视台.  事件发生在 6分20秒. 2011-08-18  [2024-02-23]. （原始内容存档于2024-02-23） （中文（简体））.
- 水银 (编). . 宁波: 宁波出版社. 2015  [2024-02-25]. ISBN 978-7-5526-2237-9. （原始内容存档于2024-02-25） （中文（简体））.
- 金子順一.  (PDF) (博士论文). 東京: 東京大学. 1949  [2024-02-24]. （原始内容存档 (PDF)于2023-07-15） （日语）.